# آني لويز ديفيد
آني لويز بيري ديفيد Annie Louise Berry David (11 أكتوبر 1877 - 7 مايو 1960) كانت عازفة هارب أمريكية.
تدربت على عزف البيانو مع آرثر فوت،  إميل مولنهاور،  هاينريش جيبهارد، وإدوارد ماكدويل.  وتدربت على عزف الهارف مع هاينريش شوكر من أوركسترا بوسطن السيمفونية. 